# 가면라이더 × 가면라이더 OOO & W feat.스컬: MOVIE 대전 CORE
가면라이더 × 가면라이더 OOO & W feat.스컬 MOVIE 대전 CORE(일본어: 仮面ライダー×仮面ライダーオーズ＆ダブル ｆｅａｔ．スカル ＭＯＶＩＥ大戦ＣＯＲＥ 카멘라이다 × 카멘라이다 오즈 안도 다부루 피차린구 스카루: 무비 타이센 코아[*])는 가면라이더 시리즈의 극장판으로, 가면라이더 W와 가면라이더 OOO의 등장 인물이 함께 등장한다. 극장판 가면라이더 W FOREVER A to Z/운명의 가이아 메모리 끝부분에서 2010년 12월 18일에 개봉한다는 정보가 처음으로 공개되었다. 영화의 선전 문구는 "가면라이더, 지구의 중심 핵(Core)로." (일본어: 仮面ライダー、地球の中心「核」（コア）へ。 카멘라이다, 치큐노 추신 코아에.[*])이다. MOVIE 대전 2010에서 나루미 소우키치/가면라이더 스컬을 연기했던 킷카와 코지가 재출연하며, 야마모토 타로가 나루미의 파트너 역할로 특별 출연한다. 한편, 킷카와와, 활동 중단을 앞두고 있는 오구로 마키는 "다이키치"(일본어: DaiKichi～大吉～)라는 밴드를 결성, 이 영화의 주제가 "HEART∞BREAKER" 및 그 뮤직 비디오 제작에 참여하였다. 그 밖에, 가면라이더 OOO의 2호 라이더인 가면라이더 버스(Birth)가 첫 출연한다.
《천장전대 고세이저 vs. 신켄저 에픽 on 은막》과 더불어 일본 최초로 3D 신문 광고가 이루어진 작품이다.

## 줄거리
가면라이더 × 가면라이더 W & 디케이드 MOVIE 대전 2010 때처럼 이 영화도 세 개의 파트로 구성되어 있다. 산조 리쿠(산죠 리쿠)가 각본을 맡은 가면라이더 W편의 제목은 〈가면라이더 스컬: 더블로부터의 메시지〉 (일본어: 仮面ライダースカル　メッセージforダブル 카멘라이다 스카루: 멧세지 포 다부루[*])이다. 여기서 형사 테루이 류는 나루미 아키코와 결혼한다. 그러나 히다리 쇼타로와 필립과 함께 싸움에 휘말리게 되어, 프테라노돈 여미가 가지고 있는 메모리 메모리(일본어: メモリーメモリ 메모리 메모리[*])의 힘으로, 나루미 소우키치(가면라이더 스컬)의 과거를 엿보게 되었다. 나루미 소우키치는 스파이더 도펀트 (일본어: スパイダー・ドーパント 스파이다 도판토[*])와, 뱃 도펀트 (일본어: バット・ドーパント 밧토 도판토[*])로 변신하는 "코모리 에렌"이라는 인물과 대결한다. 덧붙여 두 도펀트가 모티브로 한 거미 사나이 (일본어: 蜘蛛男 쿠모 오토코[*])와 박쥐 사나이 (일본어: 蝙蝠男 코모리 오토코[*])는 1971년 가면라이더에 등장하는 쇼커(Shocker)의 개조 인간이다.
이노우에 토시키가 각본을 맡은 가면라이더 OOO편의 제목은 〈가면라이더 OOO: 노부나가의 욕망〉 (일본어: 仮面ライダーオーズ ノブナガの欲望 카멘라이다 오즈 노부나가노 요쿠보[*])이다. 여기서 코우가미 파운데이션은 오다 노부나가의 미이라를 발견하여, 소생 실험을 실시한다. 코우가미 파운데이션은 인조 인간이 되어 부활한 노부나가를 히노 에이지에게 맡기지만, 컴퓨터 소프트웨어의 버그가 노부나가의 일본 정복에 대한 욕망을 부추기게 되자, 마키 키요토 박사는 노부나가에게 사소리 메달(일본어: サソリメダル 사소리 메다루[*]), 카니 메달(일본어: カニメダル), 에비 메달(일본어: エビメダル 에비 메다루[*])을 사용하게 하여 "철갑 무사 괴인"(일본어: 鎧武者怪人 요로이 무샤 카이진[*])으로 변신하게 한다.
마지막편의 제목은 〈MOVIE 대전 CORE〉 (일본어: MOVIE大戦CORE 무비 타이센 코아[*])로, 더블과 오즈가 과거 가면라이더들의 기억이 마그마 에너지로 모여 만들어진 사악한 힘의 거인인 가면라이더 코어와 대결하기 위해 지구핵으로 내려간다.

## 가면라이더 코어
가면라이더 코어(일본어: 仮面ライダーコア 카멘라이다 코아[*])는 이 작품의 주요 적대 세력이자, CG로만 만들어진 최초의 가면라이더이다. 가이아 메모리와 코어 메달의 힘으로 만들어진 마그마를 바탕으로 한 거대한 괴인으로, 그 요소는 지구핵의 활동원인 강력한 에너지체이다. 붉게 타오르는 신체는 지구핵의 온도에 해당하는 섭씨 6000도이며, 모든 것을 불태우는 힘을 발산한다. 하반신을 바이크로 변신시킬 수 있다.

## 캐스트

### 가면라이더 W
- 히다리 쇼타로 - 키리야마 렌
- 필립 - 스다 마사키
- 나루미 아키코, 멜리사 - 야마모토 히카루[9]
- 테루이 류 - 키노모토 미네히로
- 진노 미키오 - 나다기 타케시
- 마쿠라 슌 - 나카가와 신고
- 왓처맨(Watcherman) - 나스비
- 산타짱(일본어: サンタちゃん 산타찬[*]) - 훗킨 젠노스케(일본어: 腹筋 善之介)
- 퀸 - 이타노 토모미 (AKB48)
- 엘리자베스 - 카사이 토모미 (AKB48)
- 나루미 소우키치 - 킷카와 코지
- 슈라우드(Shroud)의 목소리 - 코다 나오코
- 마츠이 세이이치로 (마츠) - 야마모토 타로[9]
- 비토 이사무 (샘) - 오자와 카즈요시
- 스톤 - 츠부야키 시로[10][11]
- 코모리 에렌 - 카네다 레온[9]
- 가이아 메모리 음성 - 타치키 후미히코

### 가면라이더 OOO
- 히노 에이지 - 와타나베 슈
- 앙크(Ankh) - 미우라 료스케
- 이즈미 히나 - 타카타 리호
- 코우가미 코우세이 - 우카지 타카시
- 고토 신타로 - 키미지마 아사야
- 사토나카 에리카 - 아리스에 마유코
- 마키 키요토 - 카미오 유
- 시라이시 치요코 - 카이 마리에
- 노부나가 - 오오쿠치 켄고[9]
- 아케치 요시노[12] - 사야코[9]
- 우정 출연
  - 이토 마사유키
  - 이세 코지
  - 모토하시 유카
  - 오가와 테루아키
  - 모로타 사토시

### MOVIE 대전
- 가면라이더 코어의 목소리 - 타치키 후미히코[13]

### 슈트 배우
- 더블, OOO - 타카이와 세이지
- 스컬, 엑셀, 앙크, 버스 - 에이토쿠

## 주제곡
- HEART∞BREAKER[4]
  - 가사: 오구로 마키
  - 작곡: 킷카와 코지
  - 노래: 다이키치 (일본어: DaiKichi ~大吉~)
- 2010년 12월 15일 발매[14]